# Gosberto do Maine
Gosberto (falecido em 853) foi conde de Maine desde 840 a 853. Foi membro da família rorgonida, filho de Goslino I, senhor de Maine e Adeltruda.
É citado em documentos pela primeira vez em 839 numa carta de seu irmão o conde Rorgo I do Maine. Rorgo morreu pouco depois, deixando filhos muito jovens, daí Gosberto assumiu o governo, organizando a defesa do condado do Maine contra os viquingues. Também combateu contra Lamberto II, conde de Nantes. Em 852 assassinou Lamberto numa emboscada.
Em 853, o senhor de Gosberto Carlos, o Calvo acusou-o de fazer uma aliança com os bretões, rebelando-se contra ele, e, de acordo com alguns documentos, o executou. Diz-se que a execução pôde ter incitado a outros grandes francos a se rebelar e pedir ajuda ao médio irmão e rival de Carlos, Luis, o Germânico. No entanto, de acordo com a Chronique de Saint-Maixent, Gosberto foi emboscado e assassinado por cidadãos de Nantes em vingança pela morte de Lamberto.
Não se sabe se casou ou teve filhos. Sucedeu-o seu sobrinho Rorgo II do Maine.